# Care and Learning
Care and Learning war eine von Arna Mer-Chamis in Palästina gegründete Kinderhilfsorganisation. Für ihre Arbeit mit Kindern wurde Mer-Chamis 1993 mit dem Right Livelihood Award ausgezeichnet.

## Geschichte
Zu Beginn der Ersten Intifada 1987 sah Mer-Chamis die Notwendigkeit, Zentren für Kinder zu errichten, die von der Gewalt um sie herum betroffen waren. Aus diesem Grunde gründete sie die Organisation Care and Learning. Der Haupteinsatzort waren zunächst Gefängnisse, in denen Hunderte von palästinensischen Kindern in überfüllten und unhygienischen Verhältnissen festgehalten wurden. Mer-Chamis mobilisierte israelische Anwälte, um sich für diese Kinder einzusetzen, und besuchte zusammen mit Freiwilligen regelmäßig Gefängnisse, sprach mit Eltern und leistete Unterstützung.
Zwischen 1988 und 1990 wurden von den israelischen Behörden sämtliche Schulen in den besetzten palästinensischen Gebieten geschlossen. Um das in dieser Zeit von palästinensischen Frauengruppen entwickelte informelle und häusliche „Volkslernen“ zu ergänzen, schickte Care and Learning an Wochenenden regelmäßig Freiwillige in die Region Dschenin, um Kindern mit Papier, Buntstiften und Farben die Möglichkeit zu geben, sich kreativ ausdrücken und ihre traumatischen Erlebnisse zu verarbeiten. Diese Kurse fanden auf der Straße statt und wurden von etwa 200 bis 300 Kindern besucht. Arna Mer-Chamis, selbst Lehrerin mit dem Schwerpunkt Sonderschulpädagogik und Kunsttherapie, entwickelte Unterrichtsmaterial, welches das Lernen auf kreative, unkonventionelle Weise anregen sollte.
Nach der Wiedereröffnung der Schulen waren viele Kinder im Alter von 8 bis 10 Jahren Analphabeten und eine Umfrage von Care and Learning ergab, dass 47 Prozent der Kinder in Dschenin in körperliche Konfrontationen mit israelischen Soldaten verwickelt waren, zu denen auch Schläge, Schießereien und Angriffe mit Tränengas gehörten.
Als Gegenmaßnahme eröffnete Care and Learning vier Kinderhäuser in Dschenin und dem angrenzenden Flüchtlingslager, die als Bildungs- und Kulturzentren fungierten. Bis 1993 wurden in den Kinderhäusern mehr als 1500 Kinder aufgenommen; zum Personal gehörten 15 bezahlte Freiberufler und 25 Freiwillige.
Nach dem Tod von Arna Mer-Chamis im Februar 1995 setzte ihr Sohn Juliano ihre Arbeit mit dem „Freedom Theatre“ fort, das auf den Ideen von Arnas Arbeit aufbaute. Juliano wurde 2011 ermordet. Das Freedom Theatre wird weitergeführt.

## Filme
- Arnas Kinder, Dokumentation, 2004, 84 min.